# 惠福·伍
老惠福·伍（英語：Wilford Woodruff Sr.，1807年3月1日—1898年9月2日)，舊譯伍惠福，為耶穌基督後期聖徒教會第4任總會會長，也是第1任總會會長約瑟·斯密所召喚的使徒中最長壽者。
惠福·伍在年輕時接觸了基督教復原主義的學說，加入了耶穌基督後期聖徒教會，並於俄亥俄州嘉德蘭結識了約瑟·斯密。他隨後在密蘇里州與美國南部傳教，與妻子菲比·卡特結婚後又前往新英格蘭地區傳教。1838年，惠福·伍接受召喚成為十二使徒定額組的一員，並於1839年至1841年前往英國傳教，帶領一群英國歸信者遷徙至伊利諾州納府。而後惠福·伍遷居到內布拉斯加州冬季營，負責照顧40個家庭，並在該處首次締結了多重婚姻。惠福·伍是第一批前往鹽湖谷的先驅者，並協助其他教會成員後續遷移至鹽湖城。
遷徙至鹽湖城後，惠福·伍在猶他領地議會中工作，並大量參與社會與經濟上的服務。1856年至1889年間，他擔任教會歷史專員與教會助理歷史專員，並於1877年擔任猶他州聖喬治聖殿的聖殿會長，在其中首次為生者與死者執行恩道門教儀。惠福·伍確立了聖殿教儀的標準化，並允許教會成員執行代替死者的教儀，也取消了教會的過繼制度。
1889年，惠福·伍繼任成為教會總會會長，當時美國政府正準備褫奪猶他領地居民的公民權，同時教會財產也受到充公的危機。1890年，惠福·伍發表了正式宣言一，終結了耶穌基督後期聖徒教會對一夫多妻制的實施，隨後猶他州正式加入美國聯邦成為一州。